# موكة أرجوانية الشعاع
موكة أرجوانية الشعاع (الاسم العلمي:Moca pelinactis) هي نوع من الحشرات تتبع جنس الموكة من فصيلة الإيميات.